# Lijst van middeleeuwse bestiaria
Dit is een lijst van middeleeuwse bestiaria. De bestiaria worden over het algemeen verdeeld in families. Deze rangschikking werd in 1928 opgezet door de Britse mediëvist en auteur M.R. James en herzien in 1959-1962 door Florence McCulloch.

## Latijnse bestiaria

### Eerste familie
Deze bestiaria zijn afkomstig uit de tiende tot dertiende eeuw en zijn gebaseerd op de B-versie van de Physiologus en de geschriften van Isidorus van Sevilla:
- Cambridge, Corpus Christi College, MS 22
- Londen, British Library Royal MS 2.C.xii
- Londen, British Library Stowe MS 1067
- Los Angeles, Getty Museum Ludwig XV 3
- Los Angeles, Getty Museum Ludwig XV 4
- Oxford, Bodleian Library MS Bodley 602
- Oxford, Bodleian Library MS Douce 167
- Oxford, Bodleian Library MS Laud Misc. 247
- Parijs, Bibliothèque Nationale Nouv. acq. lat. 873
- Vaticaanstad, Cod. Palat. lat. 1074

De volgende zijn alle teksten uit de laat-dertiende eeuw gebaseerd op dezelfde versie van de Physiologus met de tekst van De bestiis et aliis rebus by Hugues de Fouilloy. 
- Cambridge, Sidney Sussex College 100
- Chalon-sur-Saône, Bibliothèque Municipale MS 14
- Parijs, Bibliothèque Nationale lat. 2495A
- Parijs, Bibliothèque Nationale lat. 2495B
- Parijs, Bibliothèque Nationale lat. 3638A
- Parijs, Bibliothèque Nationale lat. 14429
- Valenciennes, Bibliothèque Municipale MS 101

Deze bestiaria - verschenen in de twaalfde tot veertiende eeuw - omvatten ook materiaal van andere bronnen:
- Northumberland-bestiarium (Alnwick Castle, MS 447)
- Cambridge, Trinity College R.14.9
- Leningrad, Rossiiskaia natsional'naia biblioteka Q.v.V,1
- Londen, British Library Royal MS 2.B.vii
- Londen, British Library Royal 12.C.xix
- München, Bayerische Staatsbibliothek gall. 16
- New York, Worksop-bestiarium (Morgan Library M. 81)

### Tweede familie

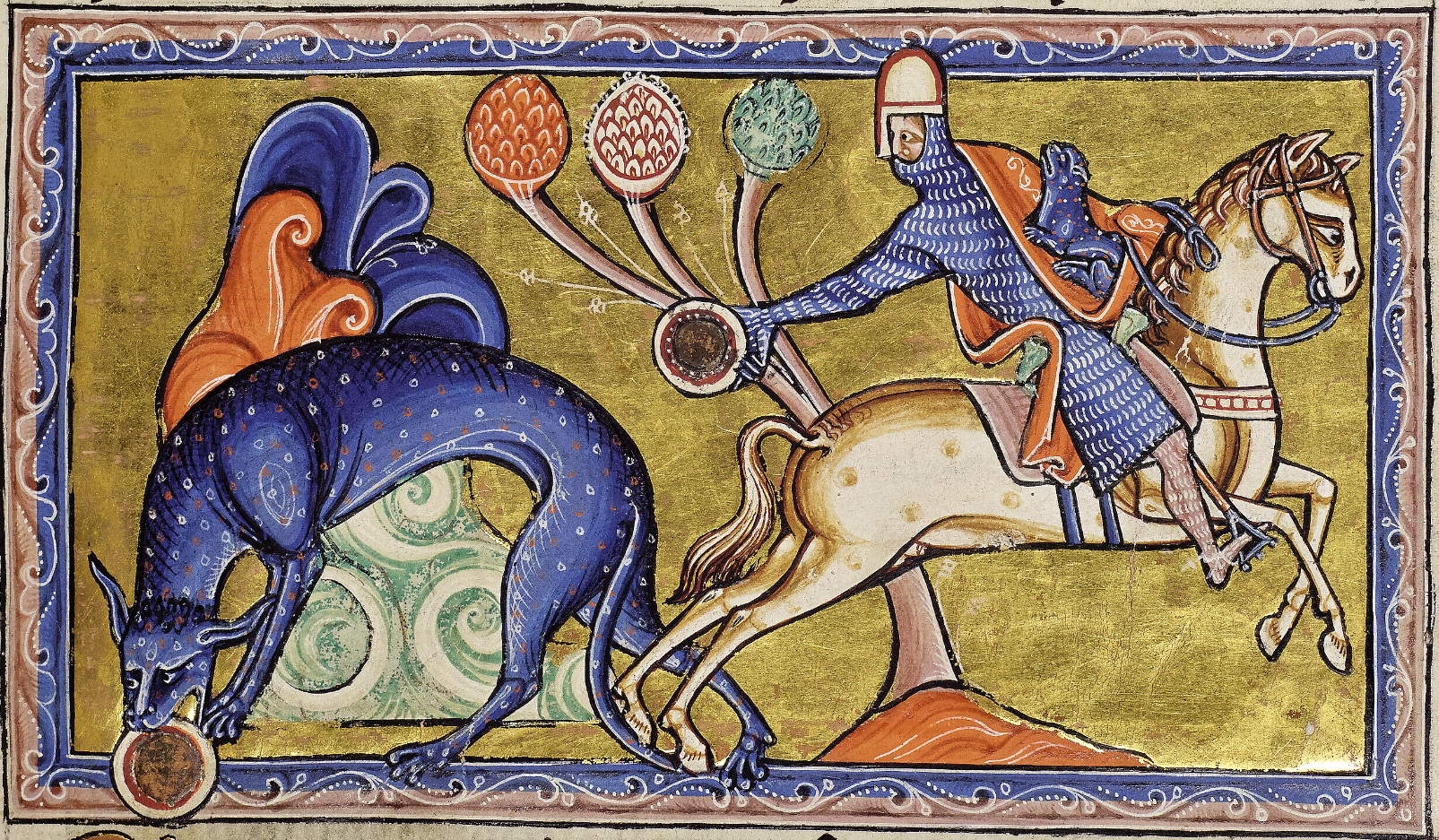
Detail van folio 8 recto van het Aberdeenbestiarium, de tijger.

De werken in deze groep zijn voornamelijk gebaseerd op Isodorus' Etymologiæ met aanvullend materiaal van Sint Ambrosius, Rabanus Maurus, Gaius Julius Solinus en anderen:
- Aberdeen-bestiarium, (Aberdeen University Library MS 24)
- Brussel, Bibliothèque Royale 8340
- Brussel, Bibliothèque Royale Hs 8827-42
- Cambridge, Corpus Christi College MS 53
- Cambridge, Fitzwilliam Museum MS 379 (C, W(B))
- Cambridge, Gonville and Caius College MS 109/178
- Cambridge, Gonville and Caius College MS 372/621
- Cambridge, Gonville and Caius College MS 384/604
- Cambridge, University Library Ii.4.26
- Canterbury, Cathedral Library Lit.D.10
- Chartres, Bibliothèque Municipale 63 (125)
- Kopenhagen, Kongelige Bibliotek Gl. Kgl. 1633 4°
- Douai, Bibliothèque Municipale MS 711
- Le Mans, Bibliothèque Municipale 84
- Londen, British Library Additional MS 11283
- Londen, British Library Harley MS 3244
- Londen, British Library Harley MS 4751
- Rochester-bestiarium (Londen, British Library Royal MS 12.F.xiii)
- Londen, British Library Sloane MS 3544
- Los Angeles, Getty Museum, Salvatorberg Bestiary
- Nîmes, Bibliothèque Municipale 82
- New York, Morgan Library MS M. 890
- Ashmole-bestiarium (Oxford, Bodleian Library MS. Ashmole 1511)
- Oxford, Bodleian Library MS. Bodley 533
- Oxford, Bodleian Library MS. Bodley 764
- Oxford, Bodleian Library MS. Douce 88 A
- Oxford, Bodleian Library MS. Douce 151
- Oxford, St. Johns College MS. 61
- Oxford, St. Johns College MS. 178
- Oxford, University College MS. 120
- Parijs, Bibliothèque Nationale lat. 3630
- Parijs, Bibliothèque Nationale lat. 11207
- Parijs, Mazarine Library 742 (1115)
- Vaticaanstad, Apostolic Library Reg. 258

### Derde familie
Deze teksten uit de dertiende eeuw hebben de bovenstaande bestiaria als basis maar hebben deze uitgebreid met verschillende mensen, mythologische beesten en soms ook wereldwonderen van Bernard Silvestris en anderen:
- Cambridge, Fitzwilliam Museum 254
- Cambridge, University Library MS Kk.4.25
- Oxford, Bodleian Library, MS. e Musaeo 136
- Oxford, Bodleian Library MS. Douce 88 E
- Westminster Abbey Library MS 22

### Vierde familie
Het enige werk in deze familie - daterend uit de vijftiende eeuw - heeft ook geschriften van Bartholomaeus Anglicus opgenomen:
- Cambridge, University Library MS. Gg.6.5

### Dicta Chrysostomi
Deze werken werden in hun tijd toegeschreven aan Johannes Chrysostomus en verschenen voornamelijk in Duitsland van de twaalfde tot de vijftiende eeuw. 
- Bad Windsheim, Ratsbibl. Cod. 28
- Brussel, Bibliothèque Royale 18421-29
- Chicago, Newberry Library MS 31.1
- Epinal, Bibliothèque Municipale 58 (209)
- Göttweg, Stiftsbibl. Cod. Ms. 154
- Göttweg, Stiftsbibl. Cod. ms. 200
- Harvarduniversiteit, Houghton Library MS Typ 101
- Leningrad, Gos. Publ. Biblioteka Saltykova-Shchedrina lat. Q.v.III,1
- Leipzig, Universitätsbibl. Paul. fol. 351
- Leipzig, Universitätsbibl. Paul. 4° 1305
- Linz, Studienbibl. Cod. ms. Cc.II.15
- Londen, British Library Sloane MS 278
- München, Bayerische Staatsbibliothek clm 536
- München, Bayerische Staatsbibliothek clm 2655
- München, Bayerische Staatsbibliothek clm 3221
- München, Bayerische Staatsbibliothek clm 5613
- München, Bayerische Staatsbibliothek clm 5921
- München, Bayerische Staatsbibliothek clm 6908
- München, Bayerische Staatsbibliothek clm 9600
- München, Bayerische Staatsbibliothek clm 14216
- München, Bayerische Staatsbibliothek clm 14348
- München, Bayerische Staatsbibliothek clm 14693
- München, Bayerische Staatsbibliothek clm 16189
- München, Bayerische Staatsbibliothek clm 19648
- München, Bayerische Staatsbibliothek clm 23787
- New York, Morgan Library MS M. 832
- Parijs, Bibliothèque de l’Arsenal lat. 394
- Parijs, Bibliothèque Nationale lat. 10448
- Uppsala, Universitetsbibliotek C 145
- Wenen, Osterreichische Nationalbibliothek 303
- Wenen, Osterreichische Nationalbibliothek 1010
- Wenen, Osterreichische Nationalbibliothek 2511
- Wenen, Osterreichische Nationalbibliothek 4609
- Wenen, Osterreichische Nationalbibliothek 13378
- Wolfenbüttel, Herzog August Bibliothek 35a Helmst. (Manuscript digitized)

### Manuscripten van een enkele auteur
Meerdere manuscripten bevatten delen van bestiaria die kunnen worden toegeschreven aan een enkele auteur. Deze omvatten onder andere werken van Isidorus van Sevilla's Etymologiae, Thomas van Cantimpré's Liber de Natura Rerum, and Hugues de Fouilloy's De avibus

#### Hugues de Fouilloy
- München, Bayerische Staatsbibliothek, Clm 9649 (Hugues de Fouilloy, De avibus in a miscellany)

#### Isidorus van Sevilla
- Philadelphia, University of Pennsylvania, Kislak Center for Special Collections, Rare Books and Manuscripts, LJS 184 (Isidorus van Sevilla, Etymologiae)

#### Thomas van Cantimpré
- Philadelphia, University of Pennsylvania, Kislak Center for Special Collections, Rare Books and Manuscripts, LJS 23 (Thomas van Cantimpré, Liber de Natura Rerum)
- Brugge, Openbare Bibliotheek, Ms. 410 (XIII)
- Brugge, Openbare Bibliotheek, Ms. 411 (XV)
- Brugge, Openbare Bibliotheek, Ms. 412 (XIV)
- Brugge, Openbare Bibliotheek, Ms. 413 (XIV)
- Wrocław, Biblioteka Uniwersytecka, Ms. R 174 (XV)

## Franse bestiaria
De Franse bestiaria zijn alle afkomstig van werken waarvan over het algemeen de auteurs bekend zijn. Deze werken worden als volgt onderverdeeld. 

### Bestiaire in Verse door Philippe de Thaon
- Kopenhagen, Kongelige Bibliotek Gl. kgl. S. 3466 8º
- Londen, British Library Cotton Nero A.v
- Oxford, Merton College MS. 249

### Bestiaire door Gervaise
- Londen, British Library Additional MS 28260

### Bestiaire van Guillaume le Clerc
- Cambridge, Fitzwilliam McLean 123
- Cambridge, Fitzwilliam Mus. J.20
- Cambridge, Trinity College O.2.14
- Londen, British Library Cotton Vespasian A.vii
- Londen, British Library Egerton MS 613
- Londen, British Library Royal 16.E.viii
- Lyon, Palais des Arts 78
- Oxford, Bodleian Library MS. Bodley 912
- Oxford, Bodleian Library MS. Douce 132
- Parijs, Bibliothèque de l'Arsenal 2691
- Parijs, Bibliothèque Nationale fr. 902
- Parijs, Bibliothèque Nationale fr. 1444
- Parijs, Bibliothèque Nationale fr. 2168
- Parijs, Bibliothèque Nationale fr. 14964
- Parijs, Bibliothèque Nationale fr. 14969
- Parijs, Bibliothèque Nationale fr. 14970
- Parijs, Bibliothèque Nationale fr. 20046
- Parijs, Bibliothèque Nationale fr. 24428
- Parijs, Bibliothèque Nationale fr. 25406
- Parijs, Bibliothèque Nationale fr. 25408
- Parijs, Bibliothèque Nationale Rothschild IV.2.24
- New Haven, Beinecke Library MS 395 (formerly Phillipps 4156)
- Vaticaanstad, Apostolic Library Regina 1682
- In een Psalter, het Queen Mary-psalter, British Library Ms. Royal 2B, vii, Londen
- In een psalter, het Isabelle-psalter, State Library, München

### Bestiaire door Pierre de Beauvais
- Malines, Bibliothèque du Séminaire 32
- Montpellier, Bibliothèque de la Faculté de Médecine H.437
- Parijs, Bibliothèque de l'Arsenal fr. 3516
- Parijs, Bibliothèque Nationale fr. 834
- Parijs, Bibliothèque Nationale fr. 944
- Parijs, Bibliothèque Nationale nouv. acq. 13251
- ex-Phillipps 6739 [C, M]
- Vaticaanstad, Apostolische bibliotheek Reg. 1323

## Middelengels bestiarium
- Londen, British Library Arundel MS 292

## Italiaanse bestiaria
- Florence, Bibl. Laurenziana Cod. plut. LXXXX Inf. Cod. 47 (Bibl. Gadd.)
- Florence, Bibl. Laurenziana Cod. Ashb. 649
- Florence, Bibl. Naz. Cod. Magliabecchiano II.8.33
- Florence, Bibl. Naz. cl. XII Cod. Strozz. Magliabecchiano 135
- Florence, Biblioteca Ricardiana Cod. 1357 P.III.4
- Florence, Biblioteca Ricardiana Cod. 2183 R.IV 4 Nr. 2260
- Florence, Biblioteca Ricardiana Cod. 2281
- Napels, Bibl. Naz. XII.E.11
- Padua, Museo Civico di Padova (Bibl. Comun.) Cod. C.R.M.248
- Parijs, Bibliothèque Nationale ital. 450
- Rome, Bibl. Corsini 44.G.27

## Catalaanse bestiaria
- Barcelona, Bibl. Universitària 75
- Barcelona, Bibl. de Catalunya 87
- Barcelona, Bibl. de Catalunya 310
- Vic, Bibl. Capitular 229
- Vic, Bibl. Capitular 1354

## IJslandse bestiaria
- Kopenhagen, Arnamagnæanske Institut, Arnamagnæanske Institut, AM 673a 4º

## Duitse bestiaria
- München, Bayerische Staatsbibliothek, Cgm 38 (Konrad von Megenberg, Das Buch der Natur)
- München, Bayerische Staatsbibliothek, Cgm 8414 (Konrad von Megenberg, Das Buch der Natur)